# Tomorrow Square
Tomorrow Square (tiếng Trung: 明天廣場 - Minh Thiên Quảng Trường) là tòa nhà cao ốc nằm ở quảng trường Nhân dân thuộc khu Phố Tây, Thượng Hải, Trung Quốc. Được hoàn thành năm 2003, tòa nhà này cao 285 m với 55 tầng bao gồm khách sạn JW Marriott 342 phòng và 255 căn hộ khác.